# Шенберг, Сидней
Сидней Х. Шенберг (англ. Sydney Hillel Schanberg; 17 января 1934 года — 9 июля 2016 года) — американский журналист, известен серией репортажей из Камбоджи во время гражданской войны. За свою работу в оккупированном Пномпене журналист был отмечен двумя Премиями Клуба зарубежных корреспондентов, премией журналистского сообщества Сигма, Дельта, Хи и Пулитцеровской премией за международный репортаж.

## Биография
Сидней Шенберг родился и вырос в массачусетском городе Клинтон в еврейской семье, владевшей продуктовым магазином. Окончив местную старшую школу, он получил несколько стипендий, позволивших продолжить обучение в Гарварде. После выпуска в 1955 году с дипломом по американской истории он начал стажировку в школе права. Но уже через три месяца получил позицию клерка в International Latex Corporation.
Свою карьеру в области журналистики Шенберг начал в 1959 году с позиции посыльного в New York Times. Будучи в этой должности, он показал издателю своё первое эссе для редакционной колонки, и вскоре был повышен до репортёра. В 1964 году его отправили освещать деятельность законодательных органов штата Нью-Йорк в Олбани. Через год он был призван в армию США, для которой работал в качестве военного корреспондента во Франкфурте. Вернувшись в Олбани, к 1967-му он возглавил местное бюро New York Times.
В 1969 году, после девяти лет работы с городской повесткой в New York Times, он отправился в Нью-Дели, чтобы возглавить местное бюро газеты. В этот период корреспондент познакомился с управляющим редактором New York Times Абрахамом Розенталем, под началом которого освещал военный конфликт в Пакистане. Его материалы о геноциде в регионе были удостоены Премии Джорджа Полка в 1971 году, три года спустя журналист получил награду повторно за репортажи из Вьетнама.
Когда в 1970 году президент Ричард Никсон одобрил военную кампанию в Камбодже, Шенберга отправили освещать ситуацию в регионе. В своих материалах журналист не поддерживал американское вмешательство. Он полагал, что вывод войск урегулирует положение в стране, и отрицал возможность массовых казней после победы «Красных кхмеров». К 1975 году он вместе с камбоджийским коллегой и помощником Дитом Праном освещал завершение гражданской войны. Журналист отказался покинуть страну по указанию редакции, когда партизанские отряды под руководством Пола Пота приблизились к Пномпеню. После захвата столицы корреспондент был схвачен в плен, но вскоре отпущен. Он укрылся на территории французского посольства, откуда эмигрировал в Таиланд с другими беженцами. Увиденное во время камбоджийской командировки, журналист описал в своих статьях для New York Times, отмеченных двумя Премиями Клуба зарубежных корреспондентов и Премией журналистского сообщества Сигма, Дельта, Хи. В 1976 году Шенбергу вручили Пулитцеровскую премию за международный репортаж. Свою награду репортёр разделил с Дитом Праном, который вынужден был оставаться в Камбодже до 1979 года.
В 1980 году Шенберг посвятил своему коллеге статью «Смерть и жизнь Дита Прана», которая позднее легла в основу одноимённой книги. Материалы вдохновили режиссёра Ролана Жоффе на создание фильма «Поля смерти», который получил три премии «Оскар» и восемь BAFTA в разных номинациях.
В 1977—1980 годах Шенберг работал редактором городских новостей в New York Times. позднее он получил собственную редакторскую колонку, где также освещал темы связанные с Нью-Йорком. Его резкие критические высказывания о строящемся шоссе Вест-Сайд вызвали недовольство исполнительного редактора Абрахама Розенталя. Колумнист раскритиковал предвзятое освещение в СМИ проекта, поддерживаемого девелопером Дональдом Трампом, правительством города и редакцией New York Times. В результате конфликта Шенберг покинул издание после 26 лет службы.
C 1986 года он около декады вёл редакторскую колонку для New York Newsday, фокусируясь на темах коррупции в полиции, скандалах с недвижимостью и недобросовестными девелоперами, проблемах законодательного регулирования, этических вопросах журналистики и судьбах пропавших без вести американских военнопленных во Вьетнаме. В 1992 году его работу отметили Премией Элайджи Пэриша Лавджоя, он также получил звание почётного доктора права в Колледже Колби.
В 1999 году журналист присоединился к интернет-порталу APB News в качестве редактора отдела журналистских расследований. Когда медиа обанкротилось на фоне кризиса доткомов, Шенберг перешёл в штат Village Voice, где проработал три года новостным репортёром, критиком и обозревателем прессы. Его заметки были удостоены Награды Барта Ричардса от Университета штата Пенсильвания. После слияния издания с холдингом New Times в октябре 2006 года редактор покинул Village Voice из-за несогласия с политикой нового руководства. Вскоре он переехал в Нью-Палц, где преподавал журналистику в местном кампусе Университета штата Нью-Йорк. Шенберг скончался на 82-м году жизни в Покипси от сердечного приступа.

## Комментарии
1. ↑  Отдельные СМИ указывают, что Шенберг прошёл военную подготовку ещё до работы в New York Times.